# Begräbnisfeier für Papst Franziskus

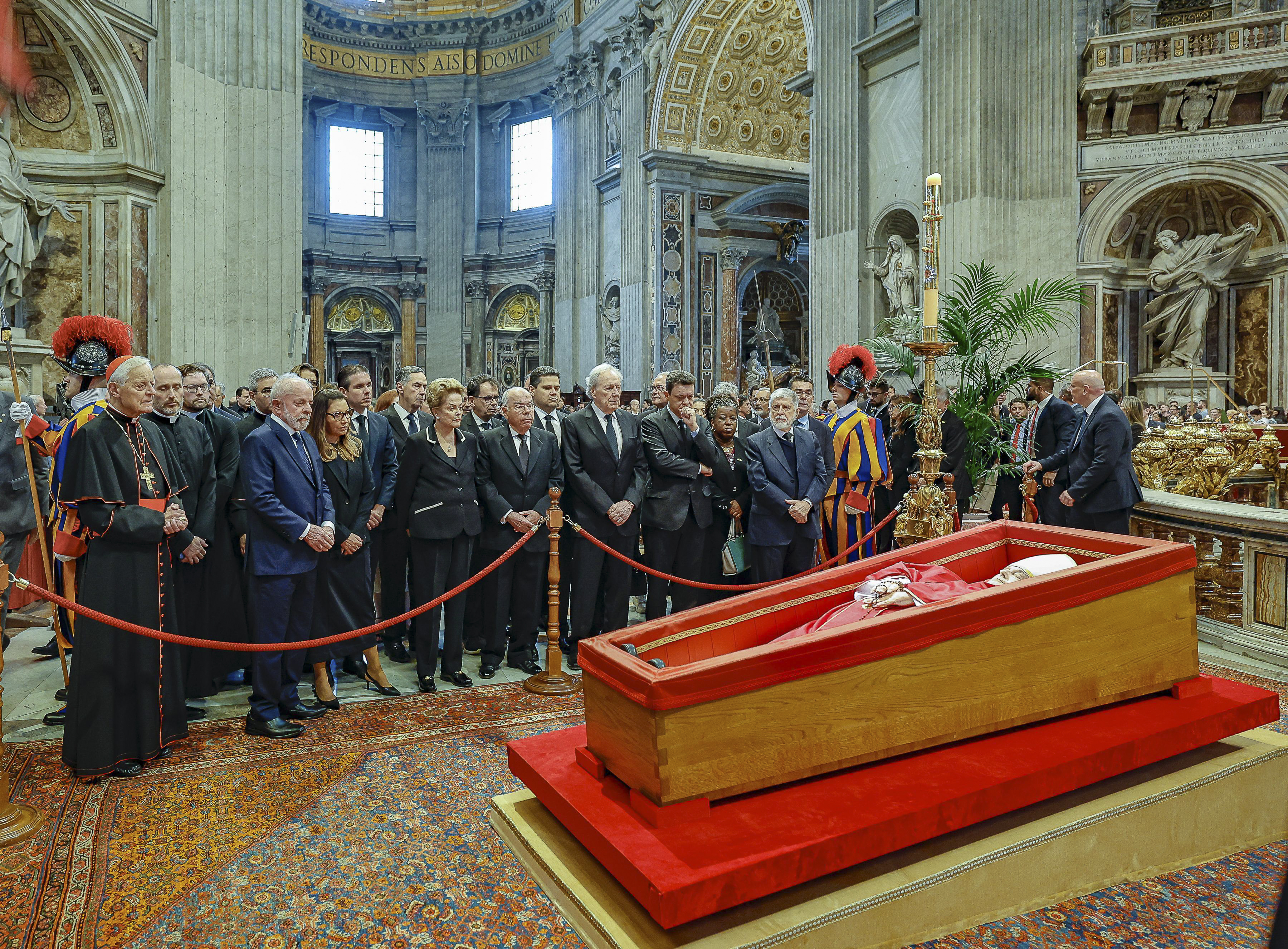
Öffentliche Aufbahrung des Leichnams von Papst Franziskus im Petersdom beim Besuch brasilianischer Politiker und Kleriker

Die Begräbnisfeier für Papst Franziskus (Exequien) fand am 26. April 2025 in Rom statt. Die Trauerfeier umfasste die Aufbahrung seit dem 22. April, die Totenmesse auf dem Petersplatz, die Überführung in die Basilika Santa Maria Maggiore und die Grablegung dort am 26. April.

## Sarglegung und Aufbahrung
Papst Franziskus starb am Ostermontag, dem 21. April 2025. Die Feststellung des Todes und die Sarglegung seines Leichnams fand in der Kapelle des Gästehauses der Vatikanstadt Santa Marta im Innern des Vatikans statt, in dem sich seine Privatwohnung befand. Sie wurde von dem Kardinalkämmerer Kevin Joseph Kardinal Farrell geleitet. Der Leichnam von Papst Franziskus war dann zunächst dort offen aufgebahrt. Kardinäle, ihm Nahestehende und Mitarbeiter der Römischen Kurie konnten Abschied nehmen.
Am Vormittag des 23. April 2025 wurde er in einer Prozession in den Petersdom überführt, wo er bis zum Abend des 25. April 2025 öffentlich aufgebahrt wurde. Am Abend des Tages erfolgte der Ritus der Schließung des Sarges, den ebenfalls Kardinalkämmerer Farrell leitete. Der Zeremonienmeister Diego Giovanni Ravelli bedeckte das Gesicht von Franziskus mit einem weißen Schleier aus Seide und legte ein verschlossenes Metallrohr mit einer Urkunde (Rogitum) und Münzen und Medaillen, die während Franziskus’ Amtszeit geprägt wurden, in den inneren Sarg aus Zink, bevor er verlötet wurde. Danach wurde der äußere Deckel aus Holz angebracht.
Für die Zeit der Sedisvakanz zwischen dem Tod des Papstes und der Wahl eines Nachfolgers entfiel weltweit in den Interzessionen im Hochgebet der heiligen Messe die Nennung des Papstnamens.

## Exequien
Die Trauerfeier lief nach der öffentlichen Aufbahrung in gegenüber früheren Papstbegräbnissen vereinfachtem Ritus ab. Papst Franziskus hatte den Ritus für eine Papstbestattung im November 2024 vereinfacht. Dieser sieht beispielsweise nur zwei Särge vor, einen aus Holz und einen aus Zink, an Stelle der vier Särge, die noch bei seinem Vorgänger Papst Benedikt XVI. verwendet wurden.

### Requiem und Verabschiedung

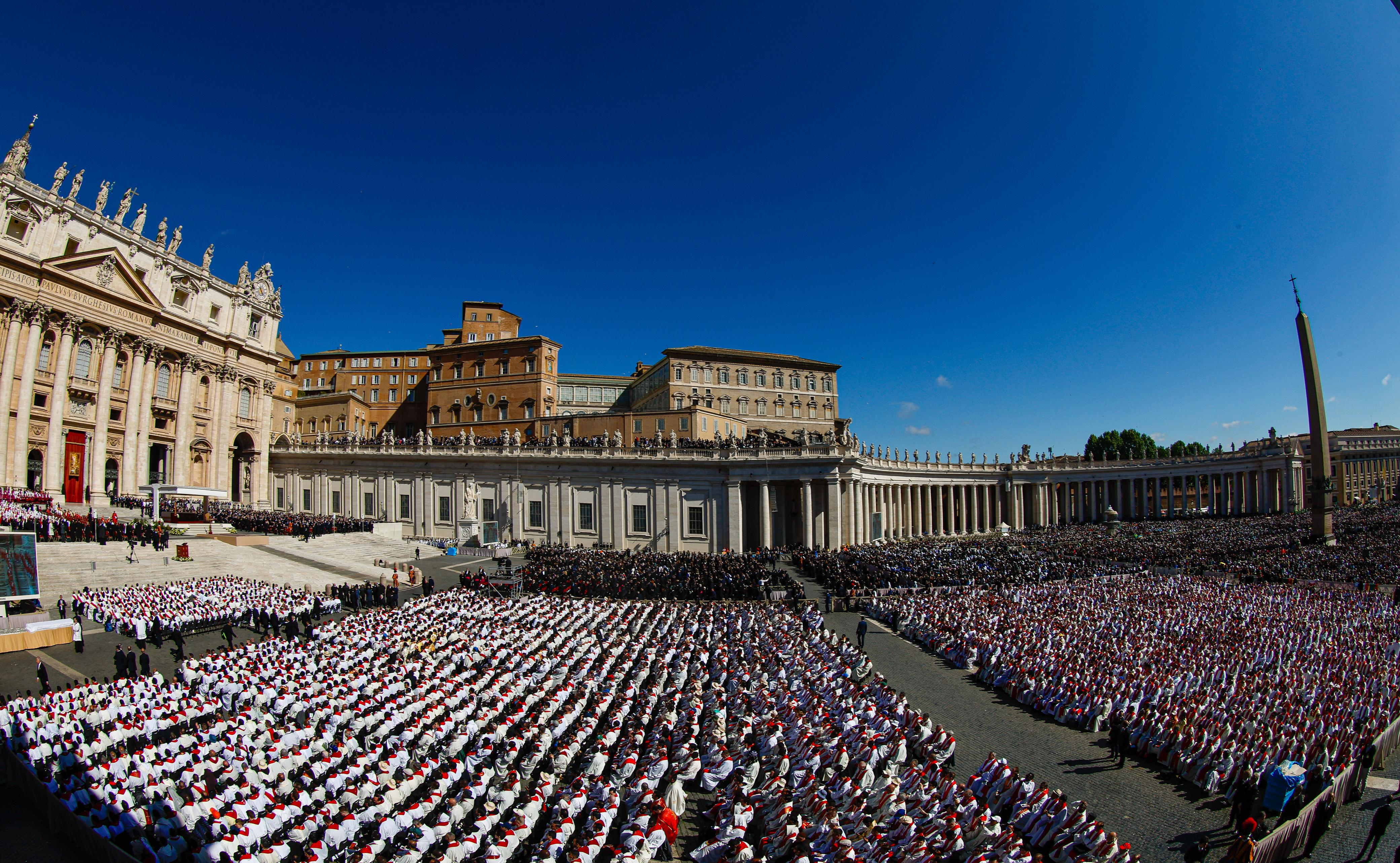
Totenmesse auf dem Petersplatz

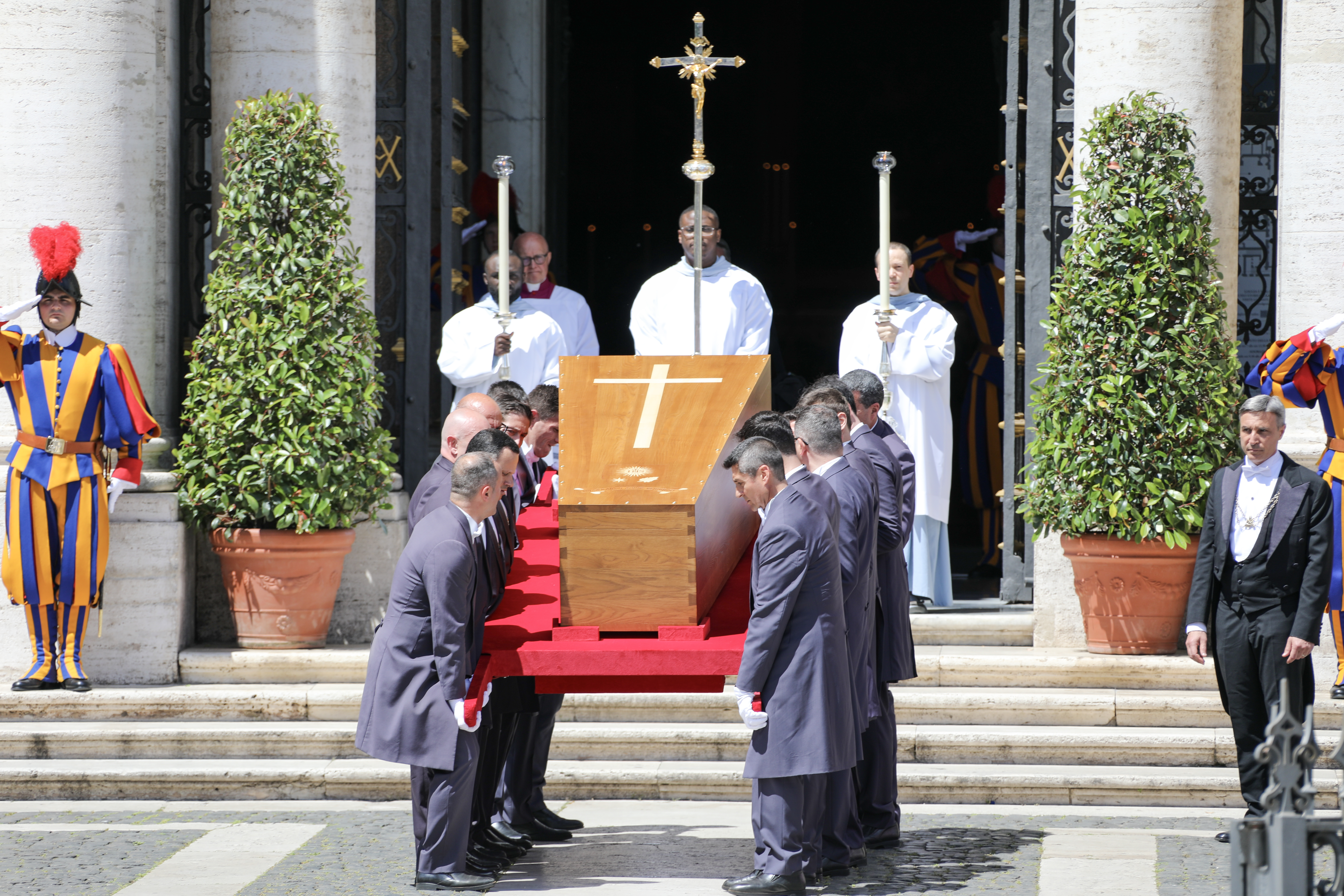
Aufrichtung des Sarges

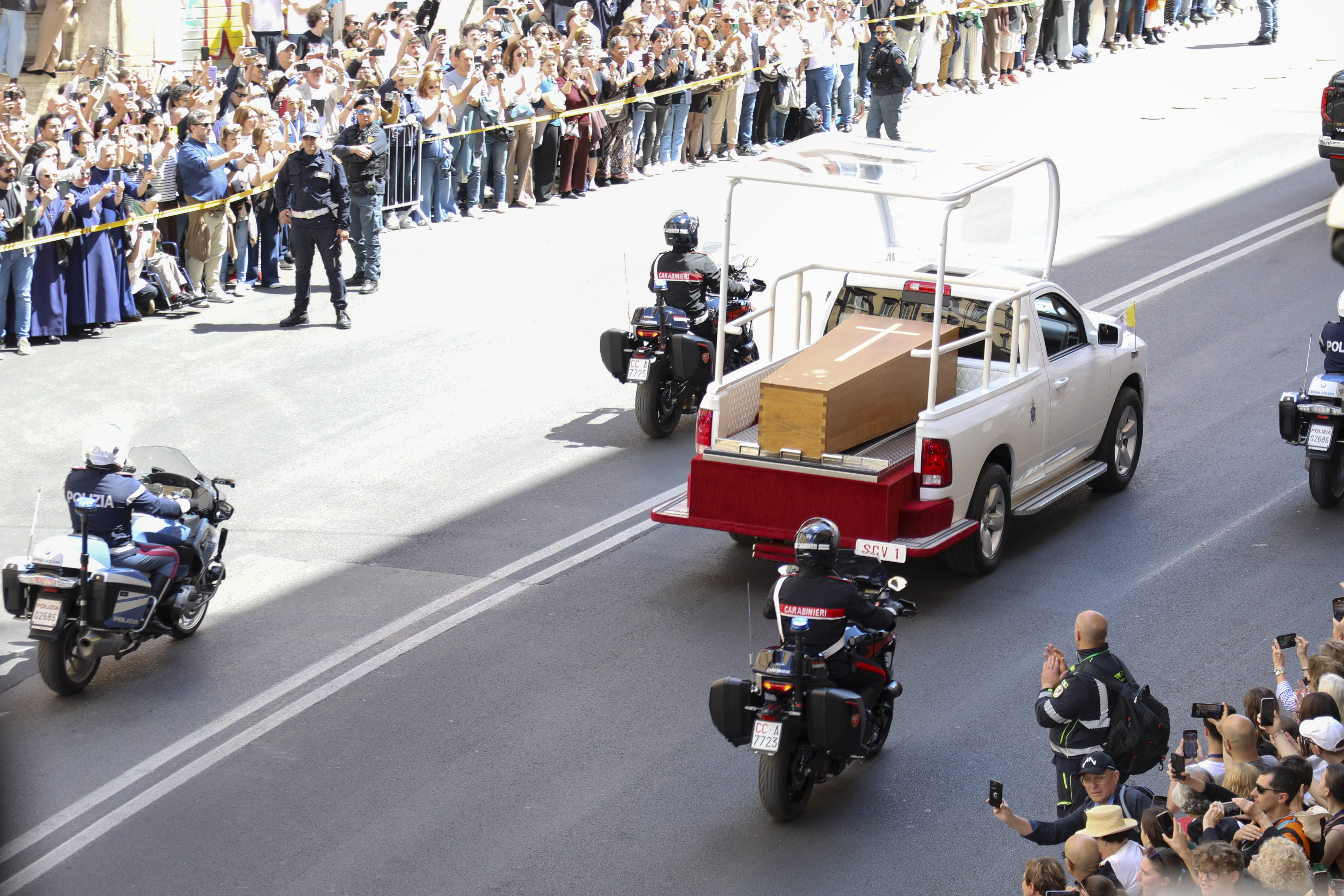
Fahrt mit dem Papamobil

Am Samstag, 26. April 2025, dem ersten Tag der neuntägigen Trauerzeit („Novendiale“), wurde die Totenmesse (Requiem) ab 10 Uhr MESZ für Papst Franziskus auf dem Petersplatz unter Leitung des Dekans des Kardinalskollegiums, Giovanni Battista Kardinal Re, gefeiert, gemäß den Bestimmungen des Ordo Exsequiarum Romani Pontificis. Die liturgische Farbe ist bei einem Papstbegräbnis nicht Schwarz, wie bei sonstigen Beerdigungen üblich, sondern Rot. Papst Franziskus wurde in einem roten Messgewand in den Sarg gebettet. Alle Konzelebranten am Altar trugen ein rotes Messgewand und eine weiße Mitra. Auch die übrigen beteiligten Kleriker trugen rote Paramente. Der Vatikan verfügt über einen Fundus einheitlicher Messgewänder und Mitren.
Nach der Totenmesse, an der rund 250.000 Menschen teilnahmen, folgten am Sarg die Ultima commendatio und die Valedictio (Aussegnung und Verabschiedung), bei der unter anderem die Allerheiligenlitanei, die Antiphon In paradisum und das Magnificat gesungen wurden. Nach der Allerheiligenlitanei verehrte eine Gruppe von Patriarchen, Metropoliten und Großerzbischöfen der orthodoxen, mit Rom unierten katholischen Ostkirchen den verstorbenen Papst. Unterstützt von einer Gesangsschola aus orthodoxen Klerikern sangen sie einen österlichen griechischen Hymnus Χριστὸς ἀνέςτη (Christos anesti ‚Christus ist auferstanden‘) aus der byzantinischen Liturgie, währenddessen der Sarg inzensiert wurde; daran schloss sich ein zum Teil arabisches Fürbittengebet an. Dann wurde der Sarg in die Basilika Santa Maria Maggiore überführt. Die Strecke von etwa sechs Kilometern wurde in einem Fahrzeugkorso zurückgelegt und begann an der Porta del Perugino, dem südlichen Seiteneingang des Vatikans nahe dem Gästehaus Santa Marta; der Sarg des Papstes war während der etwa halbstündigen Fahrt in einem umgebauten Papamobil sichtbar. Nach Angaben des Vatikans säumten rund 150.000 Menschen die Straßen. Die Trauerfeier auf dem Petersplatz, die Fahrt durch Rom und der Transport des Sarges in die Basilika wurden öffentlich übertragen.
Kardinaldekan Re beschrieb während des Gottesdienstes Papst Franziskus als „Brückenbauer“ und erinnerte an seinen Einsatz für den Frieden und geflüchtete Menschen.

### Beisetzung

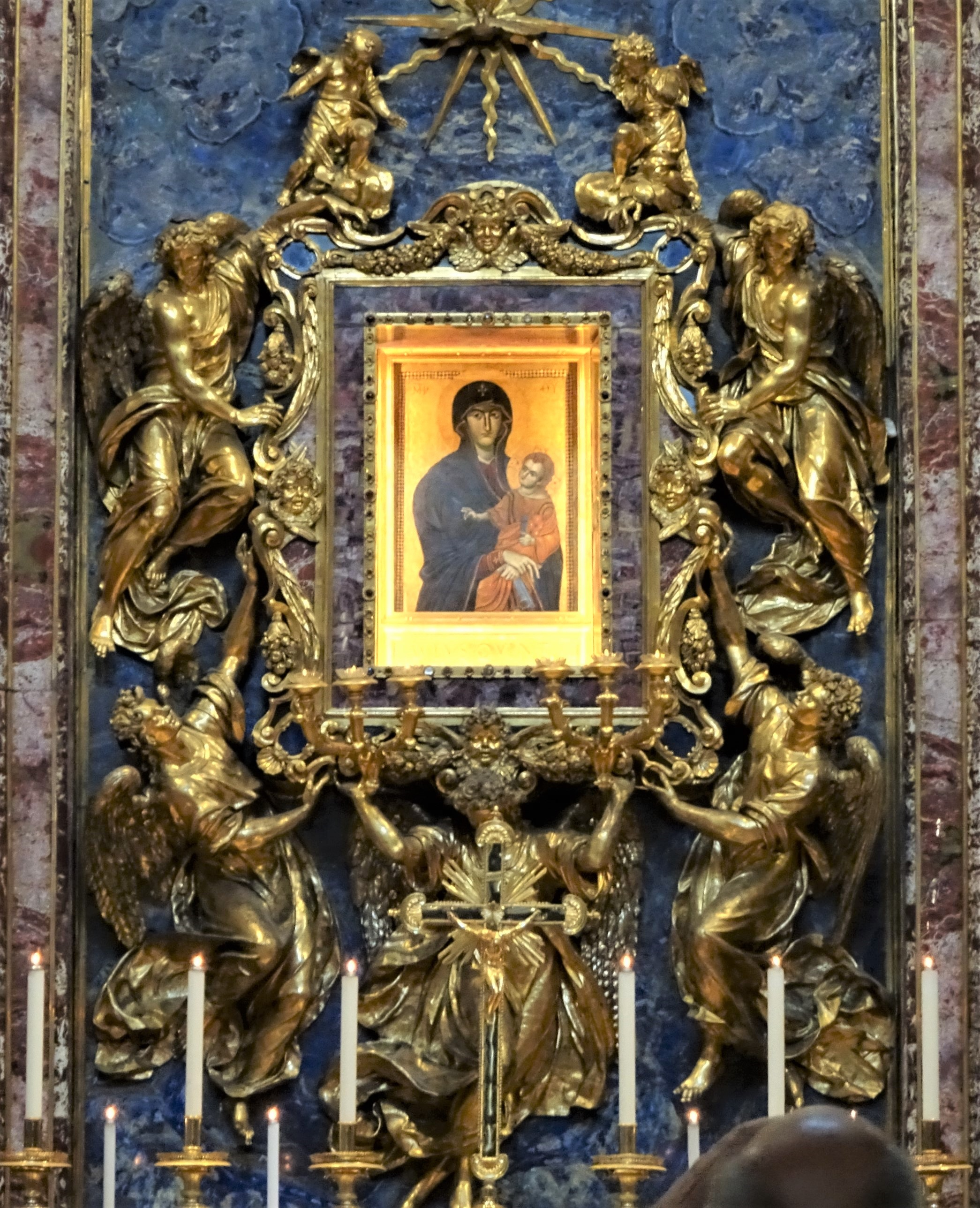
Die Ikone Salus Populi Romani in Santa Maria Maggiore

Am Nachmittag wurde Franziskus im kleinen Kreis in einer Nische der südwestlichen Seitenwand im Hauptschiff der Basilika Santa Maria Maggiore zwischen der Paulinischen Kapelle (Kapelle der Salus Populi Romani) und der Sforza-Kapelle beigesetzt. Vor der Basilika wurde der Sarg durch das Anheben des Kopfendes ein letztes Mal der Bevölkerung präsentiert. In der Basilika trugen Kinder Blumen an den Altar, und der Sarg mit Franziskus machte halt vor dem Bild Mariens als Salus populi Romani, der Lieblingsikone des Papstes. Entsprechend seinem Testament vom Juni 2022 wurde Papst Franziskus in einem schlichten Erdgrab beigesetzt, verkleidet mit einer Grabplatte bestehend aus ligurischem Marmor mit der einzigen Inschrift „FRANCISCVS“ in der Schriftart Capitalis monumentalis und einer Nachbildung seines Brustkreuzes. Wie bei der Beisetzung von Klerikern üblich endete die Feier mit dem Gesang der marianischen Antiphon Salve Regina.

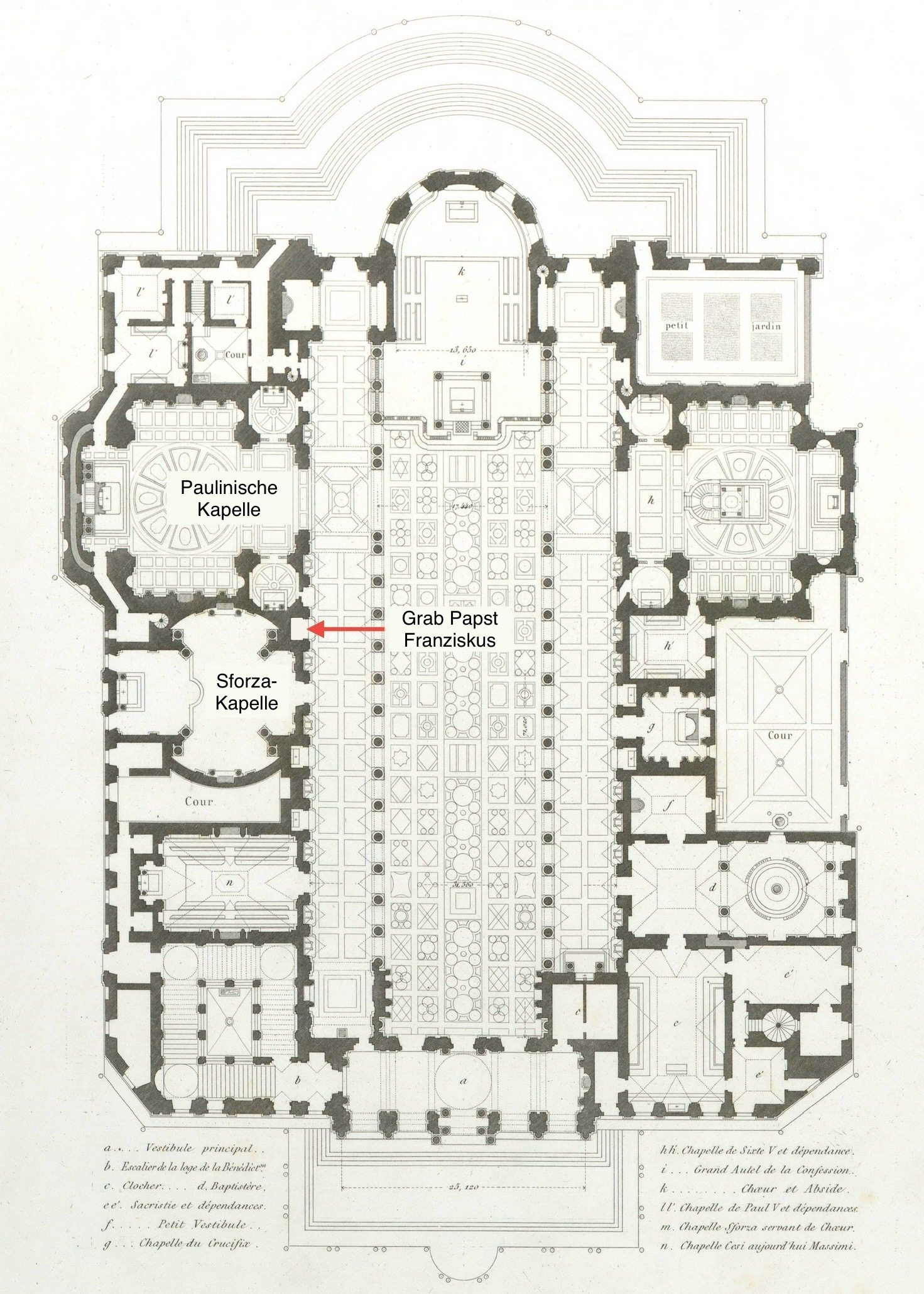
Grab von Papst Franziskus, Grundriss Basilika Santa Maria Maggiore
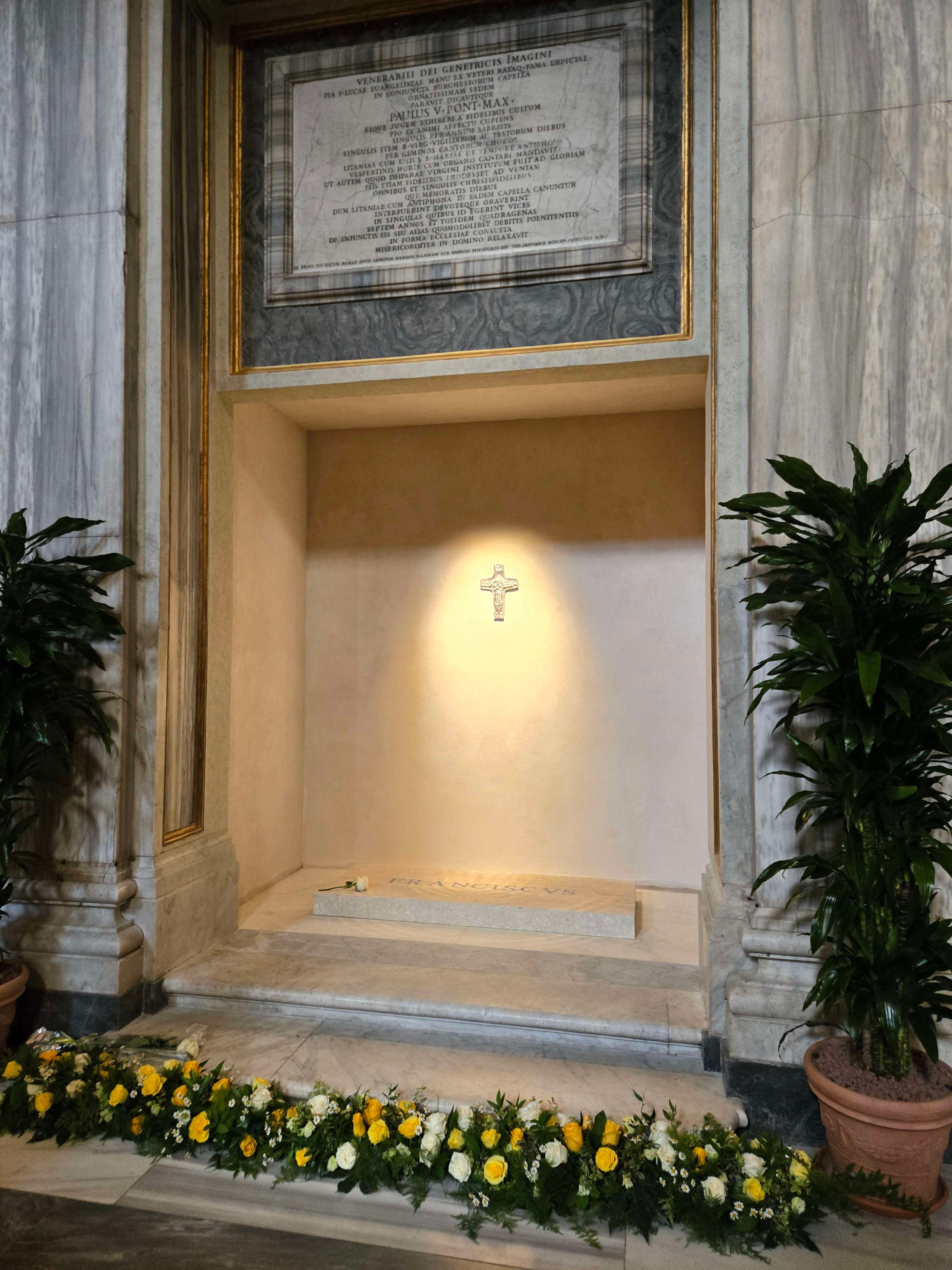
Grab von Papst Franziskus, südwestliche Seitenwand
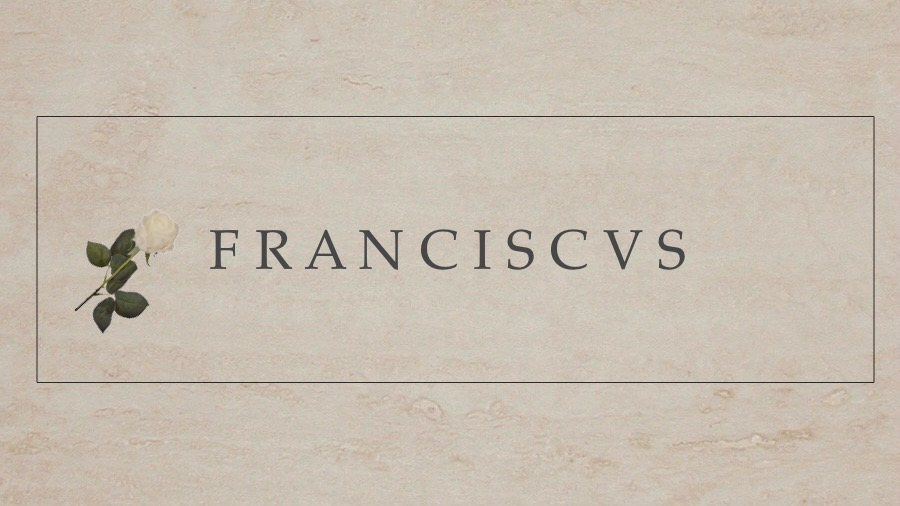
Schriftmuster, Grabplatte Papst Franziskus

Für die älteste und größte Marienkirche Roms als Ort für sein Grab hatte sich Franziskus entschieden, weil er sein ganzes Leben und sein Priester- und Bischofsamt „immer der Heiligsten Mutter des Herrn“ gewidmet habe. Während seines Pontifikats suchte er die Kirche oft auf und betete vor dem Marienbild Salus populi Romani. Nahe diesem Bild befindet sich jetzt sein Grab.
Die Zeremonie leitete der Kardinalkämmerer, Kardinal Kevin Farrell. Etwa 50 weitere Geistliche sowie Familienangehörige und Freunde des Papstes nahmen daran teil, ferner vermutlich Massimiliano Strappetti, persönlicher Pfleger des Papstes, sowie eine Gruppe von armen und sozial bedürftigen Menschen. Unter den Klerikern waren Kardinaldekan Giovanni Battista Re, der bisherige Kardinalstaatssekretär Pietro Parolin und sein Stellvertreter, Erzbischof Edgar Peña Parra, der Kardinalvikar für das Bistum Rom, Baldassare Reina, und der Sozialbeauftragte des Papstes, Kardinal Konrad Krajewski, anwesend. Als Vertreter der Kardinalpriester beziehungsweise Kardinaldiakone nahmen die Kardinäle Roger Mahony (USA) und Dominique Mamberti (Frankreich) teil. Ferner waren die persönlichen Sekretäre des Papstes, der Erzpriester von Maria Maggiore, Kardinal Stanisław Ryłko, sein Koadjutor, Kardinal Rolandas Makrickas, die Mitglieder des Domkapitels und die dort tätigen Beichtväter dabei.
Die Beisetzung von Papst Franziskus war die erste außerhalb des Vatikans seit 1903.

## Novendiale
Mit dem Tag der Beisetzung beginnt eine neuntägige Trauerzeit („Novendiale“). Während dieser Zeit finden täglich besondere Trauergottesdienste im Petersdom statt, die jeweils von einem anderen hochrangigen Kardinal gefeiert werden, der auch die Predigt hält. Diese Predigten gelten nach dem Tod von Papst Franziskus als Gelegenheiten, sich vor dem Konklave öffentlich zum Franziskus-Pontifikat und Erwartungen an den nächsten Papst zu positionieren. Zu jeder Messe der Novendiale wird eine besondere Personengruppe eingeladen, die dem zelebrierenden Kardinal entspricht.
Am ersten Tag war das Requiem. Kardinal Pietro Parolin feierte am zweiten Tag eine Messe auf dem Petersplatz mit den Angestellten und Gläubigen aus dem Staat der Vatikanstadt. Am dritten Tag feierte Kardinal Baldassare Reina mit den Katholiken der römischen Ortskirche. Diese und alle nachfolgenden Messen fanden im Petersdom statt. Der Erzpriester von St. Peter, Kardinal Mauro Gambetti, feierte am vierten Tag die Messe. Hierbei waren die Mitglieder der Priesterkollegien beziehungsweise Kapitel der päpstlichen Basiliken eingeladen. Am fünften Tag feierte Kardinal Leonardo Sandri, Subdekan des Kardinalskollegiums, eine Messe mit den Mitgliedern der Päpstlichen Kapelle. Kardinalkämmerer Kevin Farrell feierte am sechsten Tag die Messe mit den Angehörigen der römischen Kurie, am siebten Kardinal Claudio Gugerotti mit Mitgliedern der katholischen Ostkirchen und am achten Tag Kardinal Ángel Fernández Artime mit Ordensleuten. Die letzte Messe feierte Kardinal Dominique Mamberti, der später als Protodiakon des Kardinalskollegiums den Namen des neuen Papstes verkündete, wieder besonders mit der Päpstlichen Kapelle und allen anderen Kardinälen, die sich zu diesem Zeitpunkt in Rom befanden.

## Sonstige Ereignisse

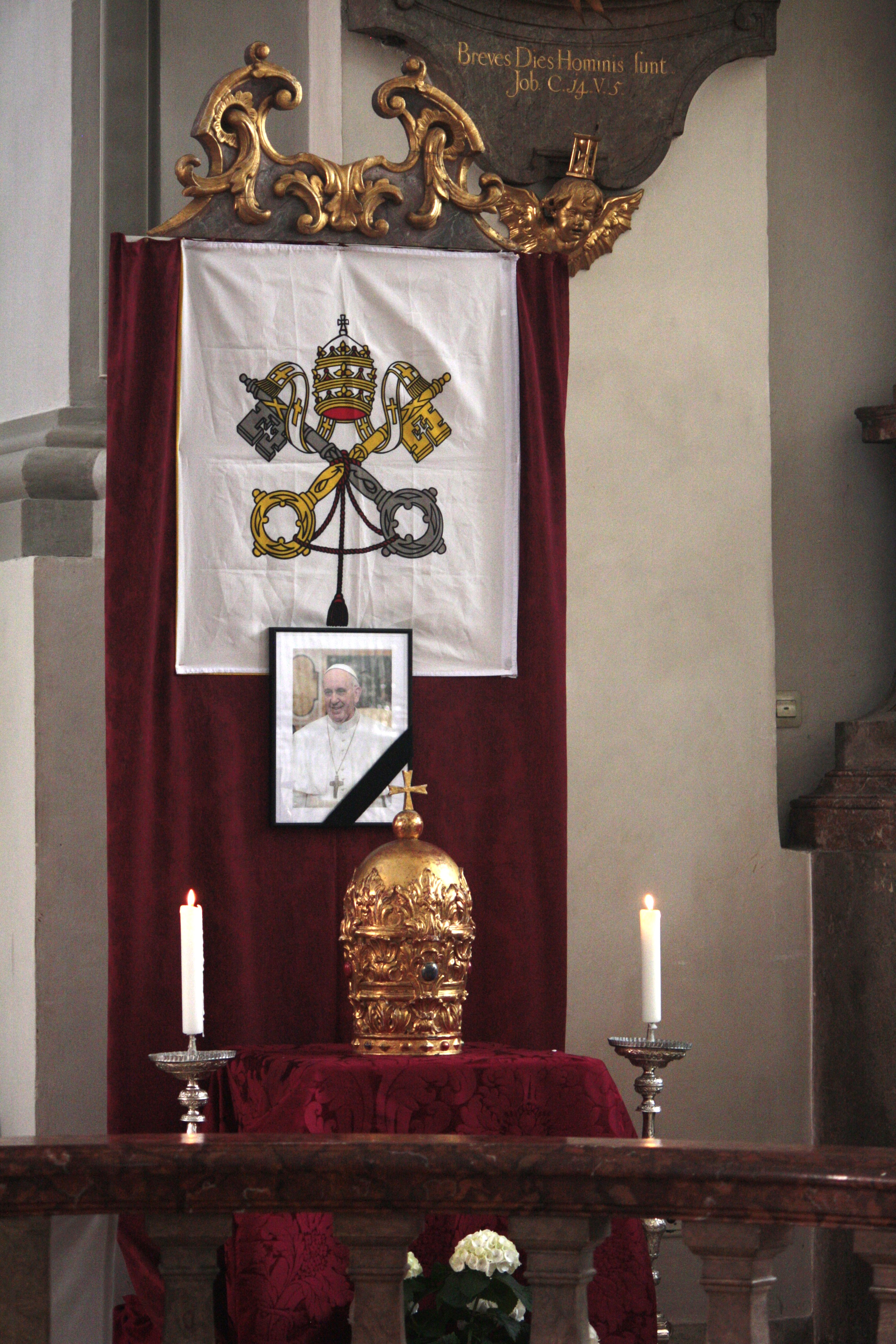
Gedenken an Franziskus in der Münchner Kirche St. Peter

Das italienische Kabinett verhängte am 22. April 2025 eine fünftägige Staatstrauer. Dies ist eine ungewöhnliche Länge. Für seine Vorgänger Paul VI. und Johannes Paul I. war es jeweils ein Tag und für Johannes Paul II. drei Tage. Für seinen direkten Vorgänger, den emeritierten Papst Benedikt XVI., wurde keine Staatstrauer verhängt.
In Osttimor wurden sieben Tage Staatstrauer angeordnet. Der Papst hatte das Land im September 2024 besucht und in Tasitolu eine Messe vor 600.000 Menschen gehalten. Hier versammelten sich am Tag der Beisetzung von Franziskus etwa 300.000 Gläubige für eine Gedenkmesse. In Rom waren Staatspräsident José Ramos-Horta, Außenminister Bendito Freitas und Kardinal Virgílio do Carmo da Silva anwesend. Silva ist einer der Kardinäle, die an der Wahl des neuen Papstes teilnahmen.
In der St.-Hedwigs-Kathedrale in Berlin fand am 29. April 2025 ein bundesweites Requiem für Papst Franziskus statt. Hauptzelebrant war der Vorsitzende der deutschen Bischofskonferenz, Bischof Georg Bätzing. Eingeladen waren religiöse und politische Würdenträger, darunter Vertreter der Ökumene und Repräsentanten des Judentums und des Islam.

## Staatsgäste

Staaten, die mindestens einen Repräsentanten zur Beerdigung von Papst Franziskus entsendeten

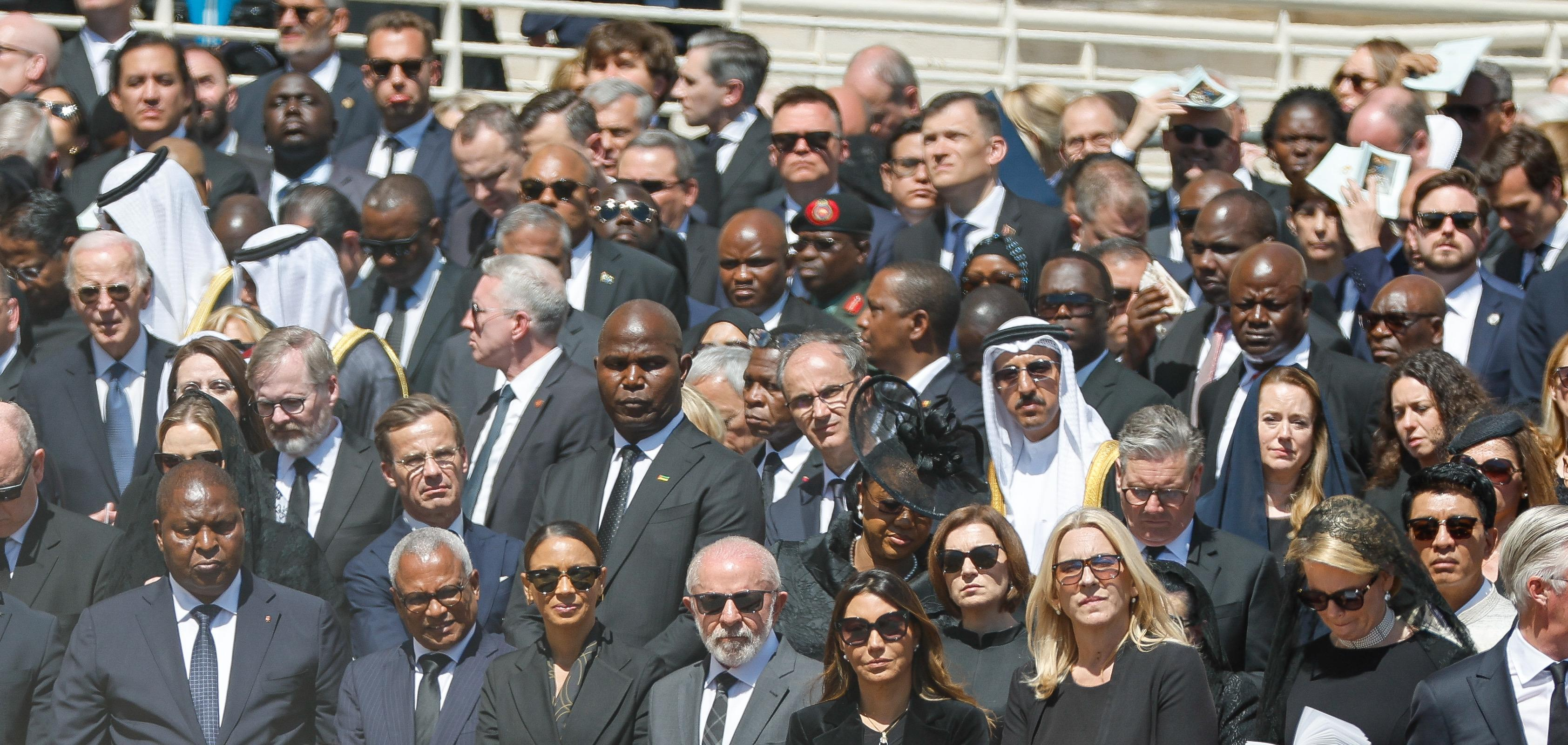
Staatsgäste während der Totenmesse

Zur Trauerfeier am Samstag, 26. April 2025, reisten aus Deutschland Bundespräsident Frank-Walter Steinmeier mit Gattin Elke Büdenbender und Bundeskanzler Olaf Scholz an. Außerdem anwesend waren Bundestagspräsidentin Julia Klöckner, Bundesratspräsidentin Anke Rehlinger und der Präsident des Bundesverfassungsgerichts, Stephan Harbarth. Der zu diesem Zeitpunkt noch nicht gewählte nächste Bundeskanzler Friedrich Merz hatte erklärt, nicht anwesend sein zu können. Aus Österreich nahmen Bundespräsident Alexander Van der Bellen und Bundeskanzler Christian Stocker teil, aus der Schweiz Bundespräsidentin Karin Keller-Sutter und aus Luxemburg Großherzog Henri mit Großherzogin Maria Teresa.
Für den britischen König Charles III. reiste sein Sohn Prinz William an. König Felipe VI. und seine Ehefrau Letizia vertraten Spanien. Felipe ist auch Protokanoniker der Basilika. Ebenfalls anwesend waren der brasilianische Präsident Luiz Inácio Lula da Silva und die ehemalige Präsidentin Dilma Rousseff, der argentinische Präsident Javier Milei, der französische Staatspräsident Emmanuel Macron, der britische Premierminister Keir Starmer, der Präsident der Ukraine Wolodymyr Selenskyj, der US-amerikanische Präsident Donald Trump, sein Vorgänger Joe Biden und die Präsidentin der Europäischen Kommission Ursula von der Leyen.
Trotz der Sabbatruhe nahm auch der Oberrabbiner von Rom, Riccardo Di Segni, an der Zeremonie teil.

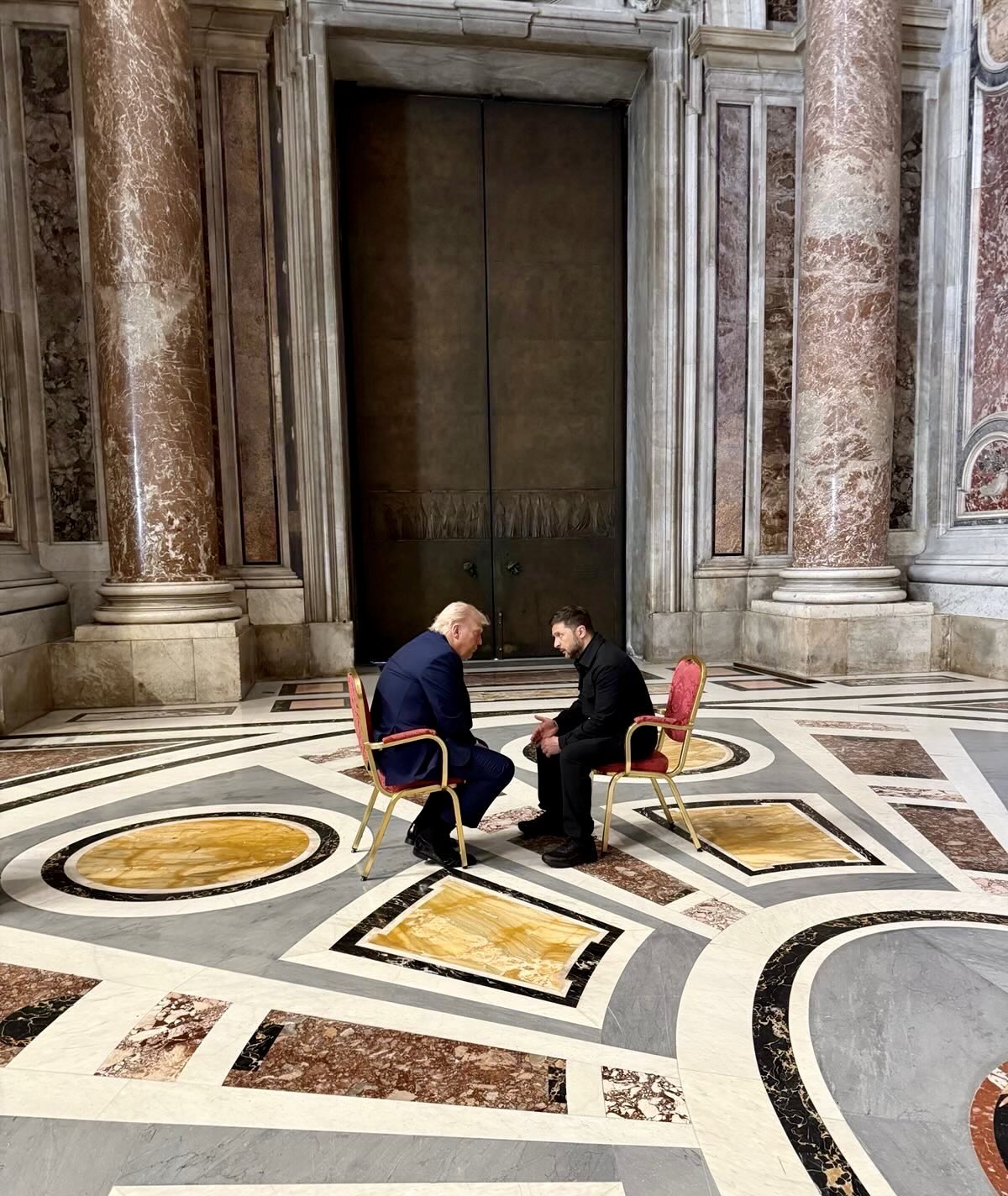
Donald Trump und Wolodymyr Selenskyj bei ihrem Gespräch im Petersdom

Am Rande der Trauerfeier trafen sich Donald Trump und Wolodymyr Selenskyj im Petersdom zu einem Zweier-Gespräch über Wege zur Beendigung des Kriegs in der Ukraine; das Weiße Haus nannte es „produktiv“.